# Schlammersdorf
Schlammersdorf település Németországban, azon belül Bajorországban. Lakosainak száma 851 fő (2023. december 31.).

## Népesség
A település népessége az elmúlt években az alábbi módon változott:
| Lakosok száma | 581  | 784  | 794  | 775  | 873  | 879  | 870  | 866  | 849  | 851  |
|               | 1875 | 1950 | 1975 | 1987 | 2012 | 2014 | 2016 | 2017 | 2021 | 2023 |